# Florin Bejan
Florin Bejan (sinh ngày 28 tháng 3 năm 1991) là một cầu thủ bóng đá người România thi đấu ở vị trí trung vệ cho Astra Giurgiu.

## Sự nghiệp câu lạc bộ
Bejan là sản phẩm của học viện Steaua, nơi anh đến vào năm 2007. Từ năm 2009 đến 2011, anh thi đấu cho đội dự bị của đội bóng 'đỏ-xanh'. Năm 2011 anh ký hợp đồng với FC Viitorul Constanța và vào mùa đông năm 2014 anh trở thành cầu thủ của ASA Târgu Mureș.
Năm 2015 anh đã gần chạm đến chức vô địch cùng với ASA Târgu Mureș trong trận đấu căng thẳng trước FC Steaua București, và giành vị trí á quân. Trong gần hai mùa giải, anh là một trong những cầu thủ xuất sắc nhất đội bóng, cho đến năm 2016 khi anh chuyển đến Cracovia, ở Ba Lan.
Vào tháng 2 năm 2017 anh trở lại Liga I theo dạng cho mượn, thi đấu cho đội bóng dưới sự dẫn dắt của Dan Alexa, CS Concordia Chiajna và vào mùa hè anh ký hợp đồng với Astra Giurgiu cho 2 mùa giải tiếp theo.

## Danh hiệu

### Câu lạc bộ
ASA Târgu Mureș
- Siêu cúp bóng đá România: 2015